# Ordes
Ordes est une commune de la province de La Corogne en Galice (Espagne).